# Fatines
Fatines is een gemeente in het Franse departement Sarthe (regio Pays de la Loire) en telt 629 inwoners (1999). De plaats maakt deel uit van het arrondissement Mamers.

## Geografie
De oppervlakte van Fatines bedraagt 5,4 km², de bevolkingsdichtheid is 116,5 inwoners per km².
De onderstaande kaart toont de ligging van Fatines met de belangrijkste infrastructuur en aangrenzende gemeenten.

## Demografie
Onderstaande figuur toont het verloop van het inwonertal (bron: INSEE-tellingen).

## Foto's

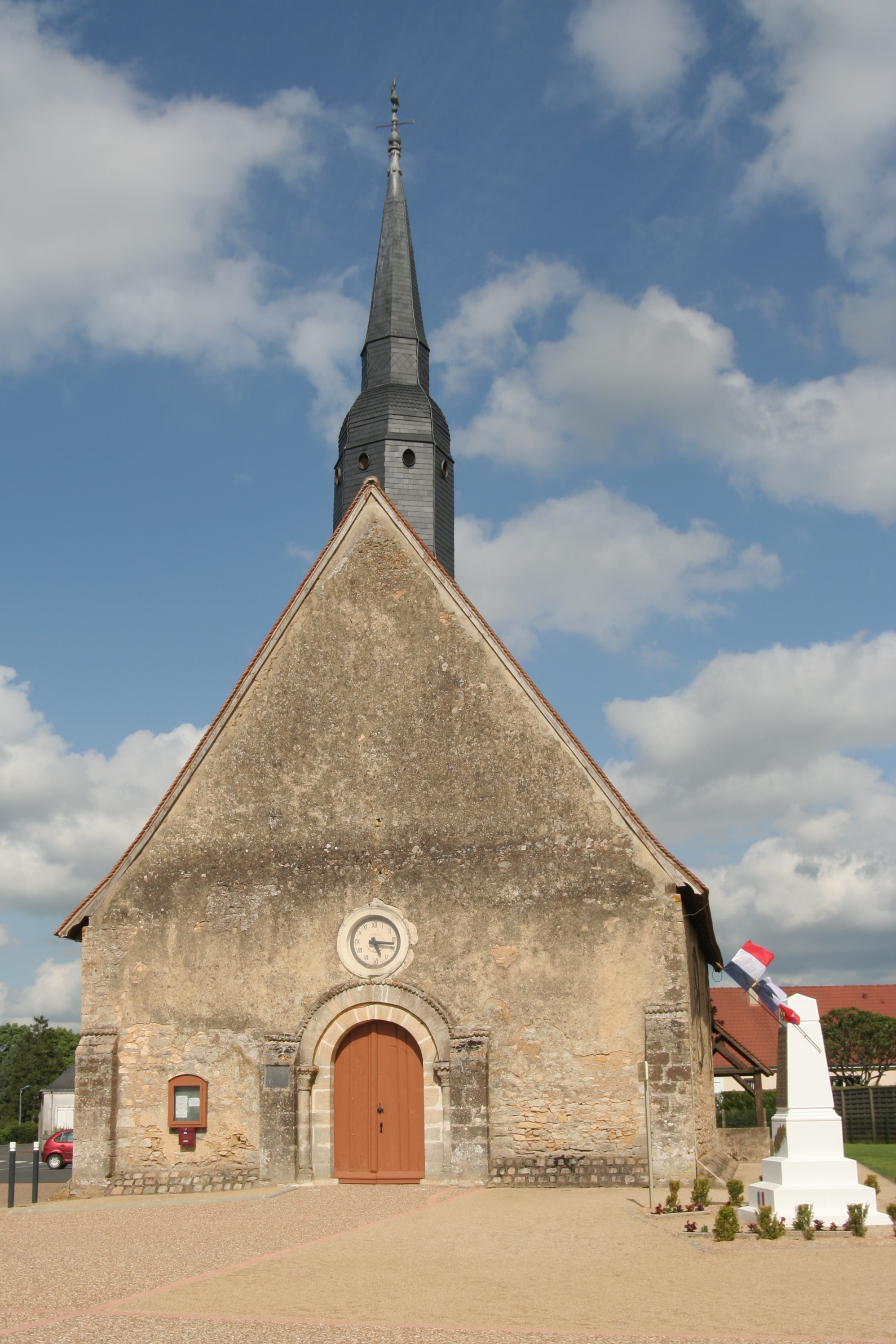
Kerk
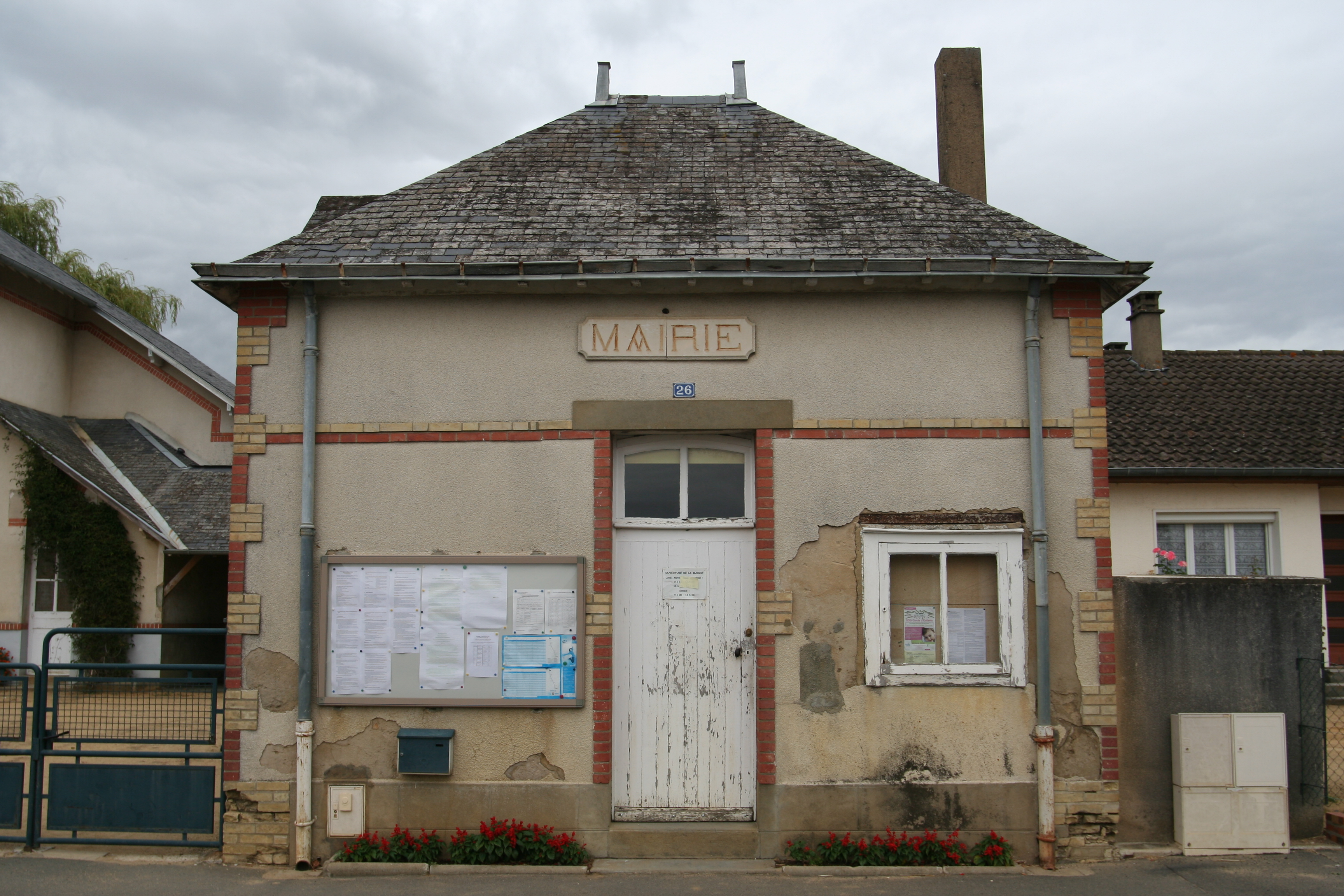
Gemeentehuis
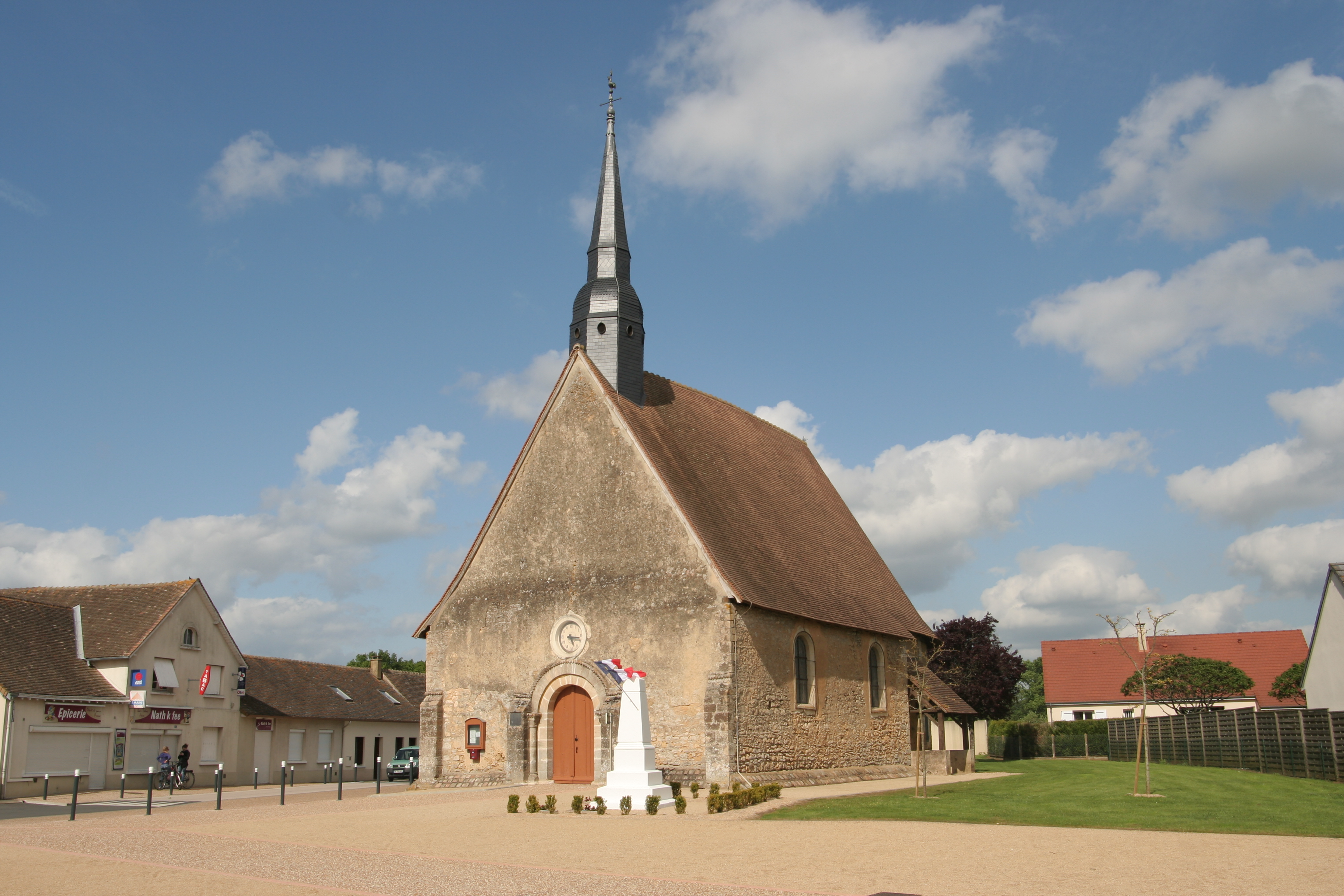
Kerk
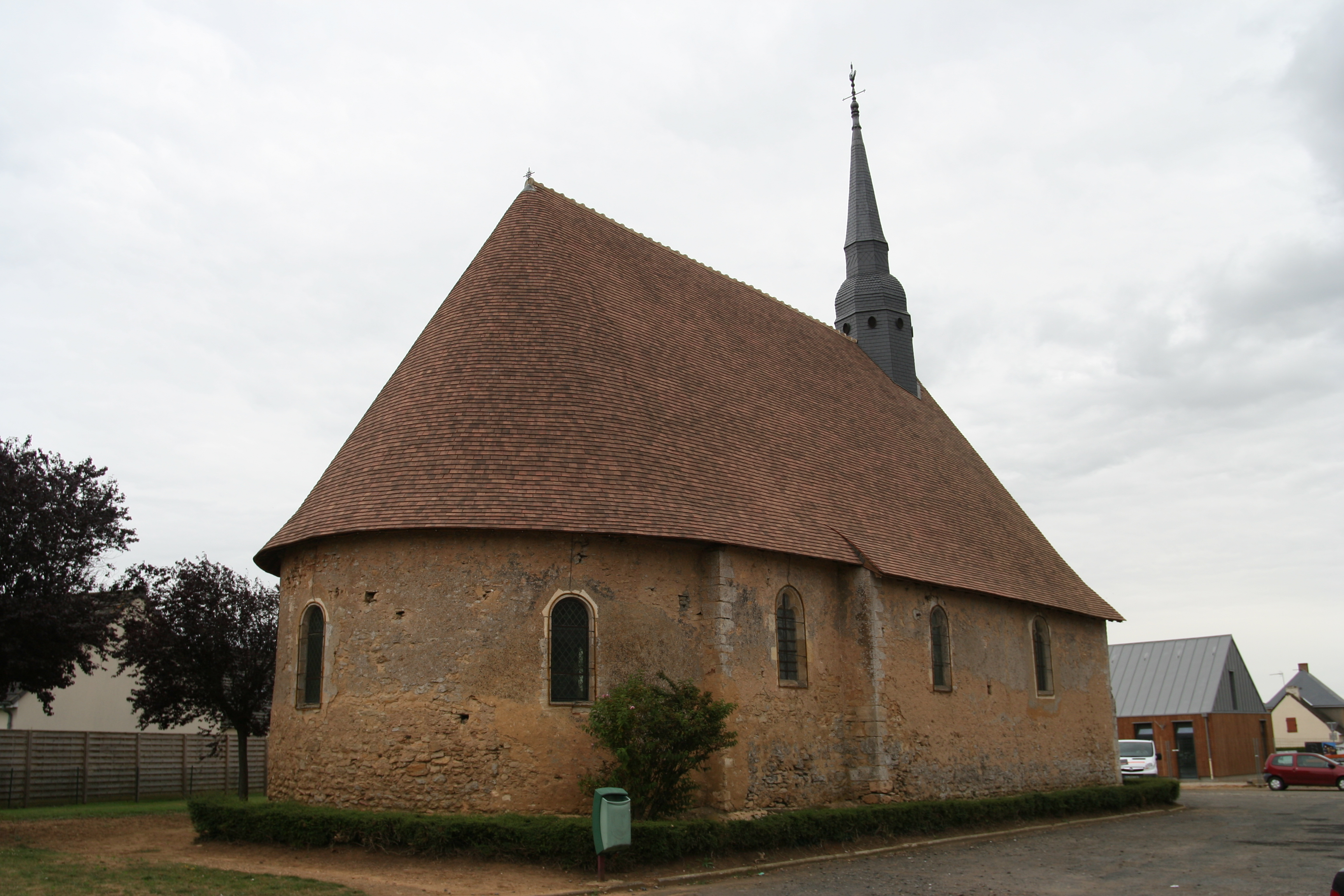
Kerk